# World Fantasy Award

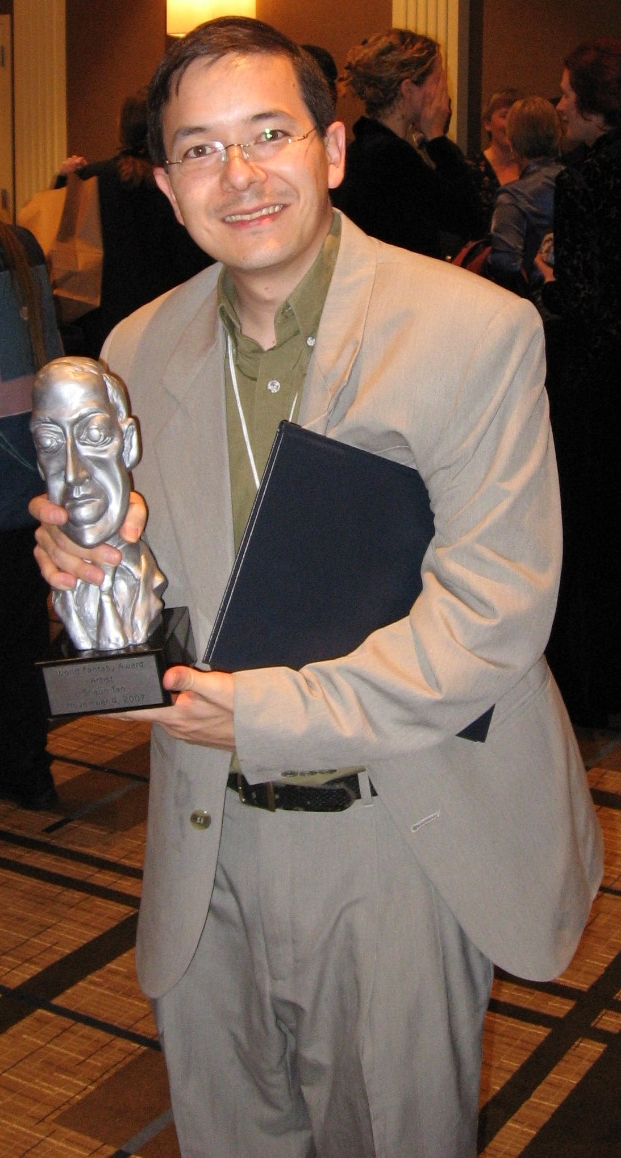
Shaun Tan, illustrator en schrijver, won een prijs voor kinderboeken als The Red Tree en The Lost Thing.

De World Fantasy Award is een fantasy-literatuurprijs die sinds 1975 jaarlijks wordt uitgereikt door de World Fantasy Association (WFA) tijdens de World Fantasy Convention. 
De prijs wordt toegekend in de categorieën: roman, novelle, kortverhaal, bloemlezing, verzamelbundel en kunstenaar. Daarnaast worden speciale prijzen uitgereikt voor totale oeuvre, professionele en niet-professionele bijdrage. De winnaars en genomineerden worden gekozen door deelnemers aan de conventie en een jury, doorgaans bestaand uit fantasyauteurs. De prijs bestaat uit een beeldje. Dat was tot en met 2015 een cartooneske buste van H.P. Lovecraft en werd daarna vervangen door een beeldje van een volle maan met een boom ervoor.

## Beste roman
- 2023: Saint Death's Daughter door C.S.E. Cooney
- 2022: The Jasmine Throne door Tasha Suri
- 2021: Trouble the Saints door Alaya Dawn Johnson
- 2020: Queen of the Conquered door Kacen Callender
- 2019: Witchmark door C.L. Polk
- 2018: The Changeling door Victor LaValle
- 2018: Jade City door Fonda Lee
- 2017: The Sudden Appearance of Hope door Claire North
- 2016: The Chimes door Anna Smaill
- 2015: The Bone Clocks door David Mitchell
- 2014: A Stranger in Olondria door Sofia Samatar
- 2013: Alif the Unseen door G. Willow Wilson
- 2012: Osama door Lavie Tidhar
- 2011: Who Fears Death door Nnedi Okorafor
- 2010: The City & the City door China Miéville
- 2009: Tender Morsels door Margo Lanagan, ex aequo met
- 2009: The Shadow Year door Jeffrey Ford
- 2008: Ysabel door Guy Gavriel Kay
- 2007: Soldier of Sidon door Gene Wolfe
- 2006: Kafka on the Shore door Haruki Murakami
- 2005: Jonathan Strange & Mr Norrell door Susanna Clarke
- 2004: Tooth and Claw door Jo Walton
- 2003: Ombria in Shadow door Patricia A. McKillip, ex aequo met
- 2003: The Facts of Life door Graham Joyce
- 2002: The Other Wind door Ursula K. Le Guin
- 2001: Galveston door Sean Stewart, ex aequo met
- 2001: Declare door Tim Powers
- 2000: Thraxas door Martin Scott
- 1999: The Antelope Wife door Louise Erdrich
- 1998: The Physiognomy door Jeffrey Ford
- 1997: Godmother Night door Rachel Pollack
- 1996: The Prestige door Christopher Priest
- 1995: Towing Jehovah door James Morrow
- 1994: Glimpses door Lewis Shiner
- 1993: Last Call door Tim Powers
- 1992: Boy's Life door Robert R. McCammon
- 1991: Thomas the Rhymer door Ellen Kushner, ex aequo met
- 1991: Only Begotten Daughter door James Morrow
- 1990: Lyonesse: Madouc door Jack Vance
- 1989: Koko door Peter Straub
- 1988: Replay door Ken Grimwood
- 1987: Perfume door Patrick Suskind
- 1986: Song of Kali door Dan Simmons
- 1985: Bridge of Birds door Barry Hughart, ex aequo met
- 1985: Mythago Wood door Robert Holdstock
- 1984: The Dragon Waiting door John M. Ford
- 1983: Nifft the Lean door Michael Shea
- 1982: Little, Big door John Crowley
- 1981: The Shadow of the Torturer door Gene Wolfe
- 1980: Watchtower door Elizabeth A. Lynn
- 1979: Gloriana door Michael Moorcock
- 1978: Our Lady of Darkness door Fritz Leiber
- 1977: Doctor Rat door William Kotzwinkle
- 1976: Bid Time Return door Richard Matheson
- 1975: The Forgotten Beasts of Eld door Patricia A. McKillip

## Beste novelle
- 2023: Pomegranates door Priya Sharma
- 2022: And What Can We Offer You Tonight door Premee Mohamed
- 2021: Riot Baby door Tochi Onyebuchi
- 2020: Silver in the Wood door Emily Tesh
- 2019: The Privilege of the Happy Ending door Kij Johnson
- 2018: Passing Strange door Ellen Klages
- 2017: The Dream-Quest of Vellitt Boe door Kij Johnson
- 2016: The Unlicensed Magician door Kelly Barnhill
- 2015: We Are All Completely Fine door Daryl Gregory
- 2014: Wakulla Springs door Andy Duncan en Ellen Klages
- 2013: Let Maps to Others door K.J. Parker
- 2012: A Small Price to Pay for Birdsong door K.J. Parker
- 2011: The Maiden Flight of McCauley's Bellerophon door Elizabeth Hand
- 2010: Sea-Hearts door Margo Lanagan
- 2009: If Angels Fight door Richard Bowes
- 2008: Illyria door Elizabeth Hand
- 2007: Botch Town door Jeffrey Ford
- 2006: Voluntary Committal door Joe Hill
- 2005: The Growlimb door Michael Shea
- 2004: A Crowd of Bone door Greer Gilman
- 2003: The Library door Zoran Živković
- 2002: The Bird Catcher door S.P. Somtow
- 2001: The Man on the Ceiling door Steve Rasnic Tem en Melanie Tem
- 2000: The Transformation of Martin Lake door Jeff VanderMeer
- 2000: Sky Eyes door Laurel Winter
- 1999: The Summer Isles door Ian R. MacLeod
- 1998: Streetcar Dreams door Richard Bowes
- 1997: A City in Winter door Mark Helprin
- 1996: Radio Waves door Michael Swanwick
- 1995: Last Summer at Mars Hill door Elizabeth Hand
- 1994: Under the Crust door Terry Lamsley
- 1993: The Ghost Village door Peter Straub
- 1992: The Ragthorn door Robert Holdstock en Garry Kilworth
- 1991: Bones door Pat Murphy
- 1990: Great Work of Time door John Crowley
- 1989: The Skin Trade door George R. R. Martin
- 1988: Buffalo Gals, Won't You Come Out Tonight door Ursula K. Le Guin
- 1987: Hatrack River door Orson Scott Card
- 1986: Nadelman's God" door T. E. D. Klein
- 1985: The Unconquered Country" door Geoff Ryman
- 1984: Black Air door Kim Stanley Robinson
- 1983: Beyond Any Measure door Karl Edward Wagner
- 1983: Confess the Seasons door Charles L. Grant
- 1982: The Fire When It Comes door Parke Godwin

## Beste verzameling
- 2023: All Nightmare Long door Tim Lebbon
- 2022: Midnight Doorways: Fables from Pakistan door Usman T. Malik
- 2021: Where the Wild Ladies Are door Aoko Matsuda
- 2020: Song for the Unraveling of the World door Brian Evenson
- 2019: The Tangled Lands door Paolo Bacigalupi en Tobias S. Buckell
- 2010: The Emerald Circus door Jane Yolen
- 2017: A Natural History of Hell door Jeffrey Ford
- 2016: Helen Marshall door C.S.E. Cooney
- 2015: The Bitterwood Bible and Other Recountings door Angela Slatter, ex aequo met
- 2015: Gifts for the One Who Comes After door Helen Marshall
- 2014: The Ape's Wife and Other Stories door Caitlín R. Kiernan
- 2013: Where Furnaces Burn door Joel Lane
- 2012: The Bible Repairman and Other Stories door Tim Powers
- 2011: What I Didn't See and Other Stories door Karen Joy Fowler
- 2010: There Once Lived a Woman Who Tried To Kill Her Neighbor's Baby: Scary Fairy Tales door Ljoedmila Petroesjevskaja, ex aequo met
- 2010: The Best of Gene Wolfe door Gene Wolfe
- 2009: The Drowned Life door Jeffrey Ford
- 2008: Tiny Deaths door Robert Shearman
- 2007: Map of Dreams door M. Rickert
- 2006: The Keyhole Opera door Bruce Holland Rogers
- 2005: Black Juice door Margo Lanagan
- 2004: Bibliomancy door Elizabeth Hand
- 2003: The Fantasy Writer's Assistant and Other Stories door Jeffrey Ford
- 2002: Skin Folk door Nalo Hopkinson
- 2001: Beluthahatchie and Other Stories door Andy Duncan
- 2000: Moonlight and Vines door Charles de Lint, ex aequo met
- 2000: Reave the Just and Other Tales door Stephen R. Donaldson
- 1999: Black Glass door Karen Joy Fowler
- 1998: The Throne of Bones door Brian McNaughton
- 1997: The Wall of the Sky, the Wall of the Eye door Jonathan Lethem
- 1996: Seven Tales and a Fable door Gwyneth Jones
- 1995: The Calvin Coolidge Home for Dead Comedians and A Conflagration Artist door Bradley Denton
- 1994: Alone with the Horrors door Ramsey Campbell
- 1993: The Sons of Noah & Other Stories door Jack Cady
- 1992: The Ends of the Earth door Lucius Shepard
- 1991: The Start of the End of It All and Other Stories door Carol Emshwiller
- 1990: Richard Matheson: Collected Stories door Richard Matheson
- 1989: Angry Candy door Harlan Ellison, ex aequo met
- 1989: Storeys from the Old Hotel door Gene Wolfe
- 1988: The Jaguar Hunter door Lucius Shepard
- 1987: Tales of the Quintana Roo door James Tiptree Jr.
- 1986: Imaginary Lands door Robin McKinley[1]
- 1985: Books of Blood vol. I-III door Clive Barker
- 1984: High Spirits door Robertson Davies
- 1983: Nightmare Seasons door Charles L. Grant[1]
- 1982: Elsewhere door Terri Windling en Mark Alan Arnold[2]
- 1981: Dark Forces door Kirby McCauley[1]
- 1980: Amazons! door Jessica Amanda Salmonson[1]
- 1979: Shadows door Charles L. Grant[1]
- 1978: Murgunstrumm and Others door Hugh B. Cave
- 1977: Frights door Kirby McCauley[1]
- 1976: The Enquiries of Doctor Eszterhazy door Avram Davidson
- 1975: Worse Things Waiting door Manly Wade Wellman

## Beste anthologie
- 2023: Africa Risen: A New Era of Speculative Fiction door Sheree Thomas, Oghenechovwe Donald Ekpeki en Zelda Knight
- 2022: The Year's Best African Speculative Fiction door Oghenechovwe Donald Ekpeki
- 2021: The Big Book of Modern Fantasy door door Ann Vandermeer en Jeff Vandermeer
- 2020: New Suns: Original Speculative Fiction by People of Color door Nisi Shawl
- 2019: Worlds Seen in Passing door Irene Gallo
- 2018: The New Voices of Fantasy door Peter S. Beagle en Jacob Weisman
- 2017: Dreaming in the Dark door Jack Dann
- 2016: She Walks in Shadows door Silvia Moreno-Garcia en Paula R. Stiles
- 2015: Monstrous Affections: An Anthology of Beastly Tales door Kelly Link en Gavin J. Grant
- 2014: Dangerous Women door George R. R. Martin en Gardner Dozois
- 2013: Postscripts #28/#29: Exotic Gothic 4 door Danel Olson
- 2012: The Weird door Ann Vandermeer en Jeff Vandermeer
- 2011: My Mother She Killed Me, My Father He Ate Me door Kate Bernheimer
- 2010: American Fantastic Tales door Peter Straub
- 2009: Paper Cities: An Anthology of Urban Fantasy door Ekaterina Sedia
- 2008: Inferno door Ellen Datlow
- 2007: Salon Fantastique door Ellen Datlow en Terri Windling
- 2006: The Fair Folk door Marvin Kaye
- 2005: Acquainted with the Night door Barbara Roden en Christopher Roden
- 2004: Strange Tales door Rosalie Parker
- 2003: The Green Man: Tales from the Mythic Forest door Ellen Datlow en Terri Windling
- 2002: The Museum of Horrors door Dennis Etchison
- 2001: Dark Matter: A Century of Speculative Fiction from the African Diaspora door Sheree Thomas
- 2000: Silver Birch, Blood Moon door Ellen Datlow en Terri Windling
- 1999: Dreaming Down-Under door Jack Dann en Janeen Webb
- 1998: Bending the Landscape: Fantasy door Nicola Griffith en Stephen Pagel
- 1997: Starlight 1 door Patrick Nielsen Hayden
- 1996: The Penguin Book of Modern Fantasy by Women door A. Susan Williams en Richard Glyn Jones
- 1995: Little Deaths door Ellen Datlow
- 1994: Full Spectrum 4 door Lou Aronica, Amy Stout en Betsy Mitchell
- 1993: MetaHorror door Dennis Etchison
- 1992: The Year's Best Fantasy and Horror: Fourth Annual Collection door Ellen Datlow en Terri Windling
- 1991: Best New Horror door Stephen Jones en Ramsey Campbell
- 1990: The Year's Best Fantasy: Second Annual Collection door Ellen Datlow en Terri Windling
- 1989: The Year's Best Fantasy: First Annual Collection door Ellen Datlow en Terri Windling
- 1988: The Architecture of Fear door Kathryn Cramer en Peter D. Pautz

## Life Achievement
De World Fantasy Award-Life Achievement wordt jaarlijks toegekend aan een of meerdere personen voor hun algemene carrière op het terrein in verband met fantasie. Dit kunnen zowel auteurs, illustratoren, redacteuren als uitgevers zijn. Deze prijs kan per persoon maar eenmaal gewonnen worden.
| Jaar | Winnaar(s)            | Opmerking                                                                                                   |
| ---- | --------------------- | --- |
| 1975 | Robert Bloch          | |
| 1976 | Fritz Leiber          | |
| 1977 | Ray Bradbury          | |
| 1978 | Frank Belknap Long    | |
| 1979 | Jorge Luis Borges     | |
| 1980 | Manly Wade Wellman    | |
| 1981 | C. L. Moore           | |
| 1982 | Italo Calvino         | |
| 1983 | Roald Dahl            | |
| 1984 | L. Sprague de Camp    | |
| 1984 | Richard Matheson      | |
| 1984 | E. Hoffmann Price     | |
| 1984 | Jack Vance            | |
| 1984 | Donald Wandrei        | Wandrei weigerde de prijs omdat hij vond dat de buste een karikatuur was van Lovecraft, die hij gekend had. |
| 1985 | Theodore Sturgeon     | |
| 1986 | Avram Davidson        | |
| 1987 | Jack Finney           | |
| 1988 | Everett F. Bleiler    | |
| 1989 | Evangeline Walton     | |
| 1990 | R.A. Lafferty         | |
| 1991 | Ray Russell           | |
| 1992 | Edd Cartier           | Illustrator voor Unknown, Fantasy Press                                                                     |
| 1993 | Harlan Ellison        | |
| 1994 | Jack Williamson       | |
| 1995 | Ursula K. Le Guin     | |
| 1996 | Gene Wolfe            | |
| 1997 | Madeleine L'Engle     | |
| 1998 | Edward L. Ferman      | Redacteur The Magazine of Fantasy & Science Fiction, The Best from Fantasy and Science Fiction              |
| 1998 | Andre Norton          | |
| 1999 | Hugh B. Cave          | |
| 2000 | Marion Zimmer Bradley | |
| 2000 | Michael Moorcock      | |
| 2001 | Frank Frazetta        | Illustrator van o.a. Conan the Destroyer en Death Dealer                                                    |
| 2001 | Philip José Farmer    | |
| 2002 | Forrest J Ackerman    | Redacteur Famous Monsters of Filmland en literair agent                                                     |
| 2002 | George H. Scithers    | Redacteur Weird Tales en Amra                                                                               |
| 2003 | Lloyd Alexander       | |
| 2003 | Donald M. Grant       | Uitgever |
| 2004 | Stephen King          | |
| 2004 | Gahan Wilson          | Illustrator voor The Magazine of Fantasy & Science Fiction, The New Yorker                                  |
| 2005 | Tom Doherty           | Oprichter van Tor Books, uitgever van Ace Books                                                             |
| 2005 | Carol Emshwiller      | |
| 2006 | John Crowley          | |
| 2006 | Stephen Fabian        | Illustrator voor Dungeons & Dragons, Ladies & Legends                                                       |
| 2007 | Betty Ballantine      | Mede-oprichter Bantam Books, Ballantine Books                                                               |
| 2007 | Diana Wynne Jones     | |
| 2008 | Leo en Diane Dillon   | Illustatoren voor Why Mosquitoes Buzz in People's Ears, Ashanti to Zulu                                     |
| 2008 | Patricia A. McKillip  | |
| 2009 | Ellen Asher           | Redacteur van Science Fiction Book Club, New American Library                                               |
| 2009 | Jane Yolen            | |
| 2010 | Brian Lumley          | |
| 2010 | Terry Pratchett       | |
| 2010 | Peter Straub          | |
| 2011 | Peter S. Beagle       | |
| 2011 | Angélica Gorodischer  | |
| 2012 | Alan Garner           | |
| 2012 | George R. R. Martin   | |
| 2013 | Susan Cooper          | |
| 2013 | Tanith Lee            | |
| 2014 | Ellen Datlow          | Redacteur Omni, Year's Best Fantasy and Horror                                                              |
| 2014 | Chelsea Quinn Yarbro  | |
| 2015 | Ramsey Campbell       | |
| 2015 | Sheri S. Tepper       | |
| 2016 | David G. Hartwell     | Redacteur The New York Review of Science Fiction, Tor Books                                                 |
| 2016 | Andrzej Sapkowski     | |
| 2017 | Terry Brooks          | |
| 2017 | Marina Warner         | Onderzoek en non-fictiewerken over sprookjes en mythen                                                      |
| 2018 | Charles de Lint       | Newford-serie                                                                                               |
| 2018 | Elizabeth Wollheim    | Hoofdredactrice en uitgeefster DAW Books                                                                    |
| 2019 | Hayao Miyazaki        | Mede-oprichter Studio Ghibli, filmmaker, animator en mangaka                                                |
| 2019 | Jack Zipes            | Academicus en sprookjesdeskundige                                                                           |
| 2020 | Karen Joy Fowler      | Auteur We Are All Completely Beside Ourselves, oprichter Otherwise Award                                    |
| 2020 | Rowena Morrill        | Illustrator sciencefiction en fantasy                                                                       |
| 2021 | Megan Lindholm        | Auteur The Farseer Trilogy, Wizard of the Pigeons                                                           |
| 2021 | Howard Waldrop        | Auteur kortverhalen sciencefiction en fantasy                                                               |
| 2022 | Samuel R. Delany      | Auteur sciencefiction- en fantasyboeken, - besprekingen en -essays                                          |
| 2022 | Terri Windling        | Editor Year's Best Fantasy and Horror                                                                       |
| 2023 | Peter Crowther        | Medeoprichter PS Publishing, editor                                                                         |
| 2023 | John Douglas          | Editor sciencefiction en fantasy                                                                            |